# Список парусных линейных кораблей Шведского флота

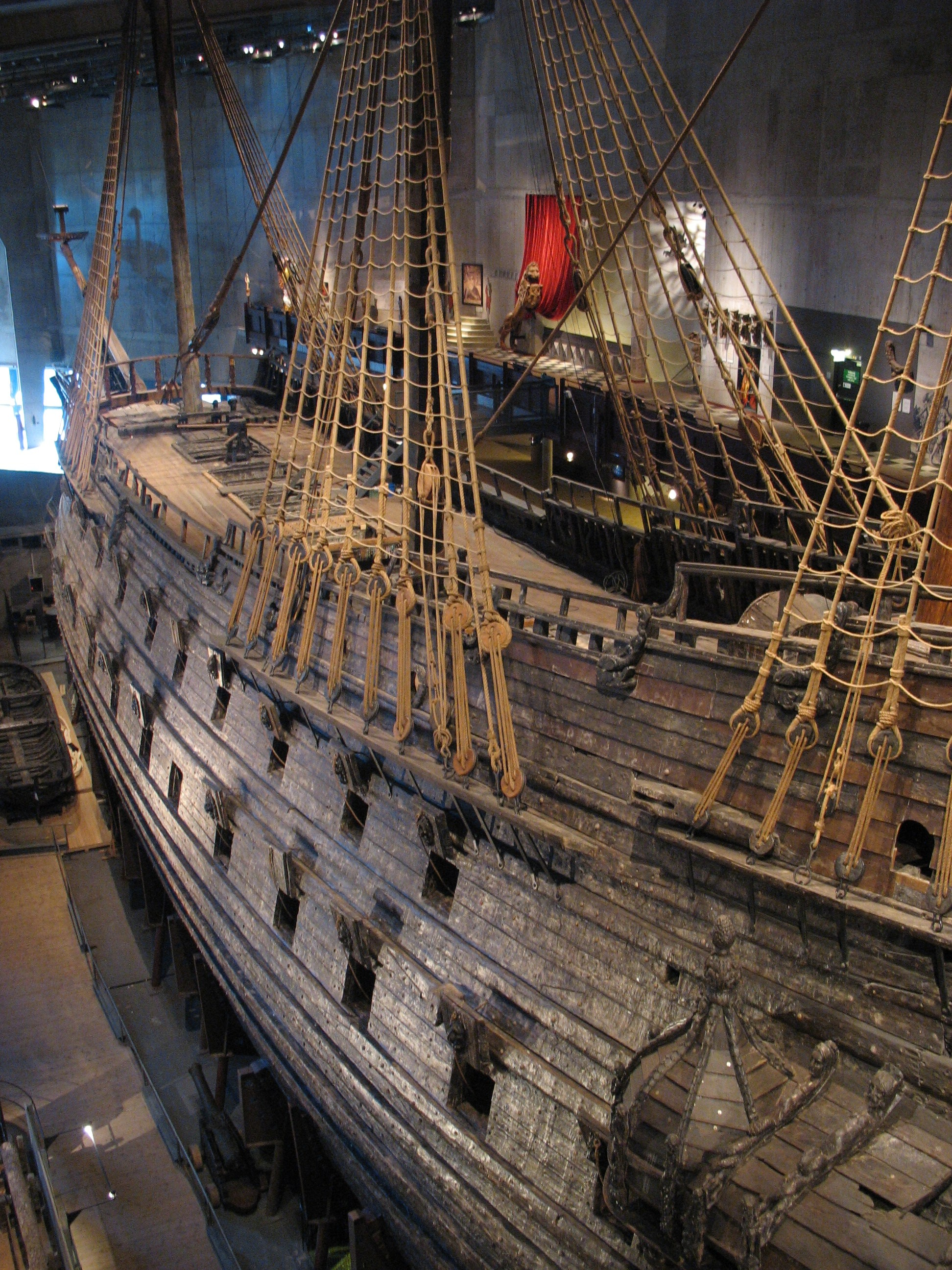
Борт судна «Ваза» (1628). Орудийные порты

Список содержит сведения о парусных линейных кораблях Швеции.

## Корабли 1620—1650 гг

### Линейные корабли 1 ранга
- Äpplet / Riks-Äpplet (1622), 66/74 ор. Возвращён в 1625 г. кораблестроителям
- Äpplet (1628), 66/74 ор. Затонул в 1659 г.
- Wasa (1628), 64 ор. Затонул в 1628 г.
- Stora Kronan (1633), 68/74 ор. Немореходен в 1669 г. Затонул в 1665 г.
- Göta ark (1634), 68/74 ор. Признан негодным в 1650 г. Разобран в 1658 г.
- Scepter (1636), 58/66 ор. Затоплен в 1675 г.

### Линейные корабли 2 ранга
- Jupiter (1633), 34/50 ор. Продан Франции в 1647 г.
- Tre Lejon (1644), 48/50 ор. Бывший датский Tre Lover (1642). Затоплен в 1667 г.
- Patentia (1644), 44/49 ор. Бывший датский Patentia (1616). Последнее упоминание — 1654 г.
- Oldenburg (1644), 30/48 ор. Бывший датский Oldenborg (1628)
- Caesar (1648), 46/50/56/60 ор. Захвачен датчанами в 1677 г.
- Wismar (1649), 36/52/58 ор. Послед. упоминание в 1692 г.
- Hercules (1651), 50/64 ор. Признан негодным в 1686 г. Перестроен в 1689—1690 гг. Затоплен в 1710 г.

### Линейные корабли 3 ранга
- Stockholm (1622), 28/36 пушек. Последнее упоминание в 1656 г.
- Apollo (1622), 28/34 пушки.
- Kristina (1624), 42 пушки. Затоплен от огня польской береговой артиллерии в 1628 г.
- Svärdet / Nya-Svärdet (1626), 30/40 пушек. Разбился в 1658 г.
- stora Nyckeln / Riks-Nyckeln (1630), 32/34 пушки. Разобран в 1659 г.
- Samson (1632), 33/34 пушки. Затоплен в 1659 г.
- Salvator (1633), 26/30 пушек. Приз. Затоплен в 1669 г.
- Mars (1633), 40/42 пушки. Разобран в 1660 г.
- Göteborg (1633), 30/36 пушек. Затоплен в 1636 г.
- Smålands lejon (1633), 32/46 пушек. Продан Франции в 1647 г.
- Svan (1636), 28/36 пушек. Последнее упоминание в 1659 г.
- Rafael / Ängel Rafael (1640), 28/36 пушек, куплен. Продан в 1660 г.
- Leoparden (1641), 32 пушки. Сожжён после сражения в 1658 г.
- Göteborg (1643), 36 пушек. Затоплен в 1667 г.
- Fortuna / Västerviks Fortuna (1642), 24/30 пушек. Приобретён в 1643 г. Последнее упоминание в 1668 г.
- Regina (1644), 34/38 пушек. Продан Франции в 1647 г.
- Draken (1644), 40 пушек. Объявлен разбившимся в 1662 г.
- Örnen (1644), 32/40 пушек. Датский приз. Затоплен в 1680 г.
- Fides (1644), 28/36 пушек. Датский приз. Затоплен в 1669 г.
- Sankt Jakob (1644), 34 пушки. Продан в 1654 г.
- Hjorten (frigate) (1645), 22/36 пушек. Затоплен в 1680 г.
- Västervik (1647), 38/40 пушек. Сожжён случайно в 1676 г.

## Корабли 1651—1678 гг

### Линейные корабли 1 ранга
- Victoria (1658), 70/84 ор. Признан негодным в 1686 г. Затоплен в 1688 г.
- Riksapplet (1661), 84/90 ор. Разбился в 1676 г.
- Svardet (1662), 82/94 ор. Потерян в сражении в 1676 г.
- Nyckeln (1665) / Riks-Nyckeln, 84/88 ор. Сожжён в сражении в 1679 г.
- Stora kronan (1668) / Riks-Kronan, 124/128 ор. Потерян в сражении в 1676 г.
- Carolus IX (1678), Sverige (1683), Wenden (1684), Pr. karl(1694), Sverige (1694), 70/84 ор. Разобран в 1733 г.

### Линейные корабли 2 ранга
- Draken (1655), 60/64 ор. Захвачен датчанами в 1677 г.
- Saturnus (1662), Bohus (1687), 64/74 ор. Перестроен и переименован в 1687 г. Затоплен в 1707 г.
- Wrangel (1664), 60/70 ор. Перестроен в 1689 г. Разобран в 1722 г.

### Линейные корабли 3 ранга
- Carolus (1651), Carolus X (1678), 48/56/60 ор. Признан негодным в 1683 г. Затоплен в 1692 г.
- Amarant (1652), 38/50/52 ор. Захвачен датчанами в 1677 г.
- Månen (1655), 38/40/50 ор. Затоплен в 1698 г.
- Göteborg (1655), 42/52 ор. Признан негодным в 1681 г.
- Morgonstjärnan (1658), 44/48 ор. Частный корабль. Сожжён в сражении в 1658 г.
- Andromeda (1659), 48/52 ор. Признан негодным в 1686 г. Вооружённый блокшив в 1692 г.
- Svenska lejonet (1662), 40/52 ор. Построен в 1656 г. Куплен в 1662 г. и захвачен датчанами в 1677 г.

## Корабли 1679—1721 гг

### Линейные корабли 1 ранга
- Konung karl (1683), Drottning Hedvig Eleonora (1694), 90 ор. Признан негодным в 1706 г. Затоплен в 1712 г.
- Wenden (1684)/ Sverige, Göta rike (1685), Prins karl (1694), 80/84/90 ор. Разобран в 1732 г.
- Göta rike (1684), Sverige (1685), Dr. Ulrika Eleonora (1694), 80/90 пушек. Затоплен в 1712 г.
- Konung karl (1694), 104/108/110 ор. Признан негодным в 1771 г.
- Enigheten (1696), Konung fredrik (1732), 94/96 ор. Перестроен в 1732 г. в 66-пушечный корабль. Разобран в 1785 г.
- Göta lejon (1702), 90/92/96 ор. Нет в списках с 1745 г.
- Tre kronor (1706), 80/96 ор. Нет в списках с 1710 г.

### Линейные корабли 2 ранга
- Drotting hedvig eleonora (1680), Sverige (1694), Småland (1694), 66/70 пушек. Разобран в 1729 г.
- Drotting ulrika Eleonora (1680), Pr. Ulrika eleonora (1692), Victoria (1694), 70 пушек. Затоплен в 1714 г.
- Prins karl (1682), Stocholm (1694), 70/76 пушек. Затоплен в 1710 г.
- Blekinge (1682), 68/72 пушки. Затоплен в 1713 г.
- Pr. hedvig sofia (1686), Karlskrona (1694), 70/76 пушек. Разобран в 1730 г.
- Karlskrona (1686), Göta (1694), 70/76 пушек. Перестроен в 1740 г.
- Småland (1688), 70/80 пушек. Затоплен в 1734 г.
- Viktoria (1690), Pr. Ulrika Eleonora (1694), 70/80 пушек. Затоплен в 1710 г.
- D.r ulrika eleonora (1692), Wenden(1694), Pr. Hedvig sofia (1694), 70/74/80 пушек. Захвачен и сожжён датчанами в 1715 г.
- Nordstjärnan (1703), 70 пушек. Последнее упоминание в 1715 г.
- Prins Karl Fredrik (1704), 70/76 пушек. Последнее упоминание в 1741 г.
- Dr. Ulrika Eleonora (1719), 84 пушки. Последнее упоминание в 1765 г.

## Корабли 1722—1850 гг

### Линейные корабли 3 ранга
«Энигхетен»:74п (17? — 1790) погиб в Выборгском сражении
«Ловиза Ульрика»:74п (17? — 1790) погиб в Выборгском сражении
«Густав-3»:74п(1774 — 17?)
«София-Магдалена»:74п (1774—1790) спустил флаг в Выборгском сражении с 1790 в составе Российского флота
«Хедвига Элизабетта Шарлотта»:64п (17?-1790) погиб в Выборгском сражении
«Эмхетен»:64п (17? — 1790) погиб в Выборгском сражении
«Ретвизан»:64п (1783—1790) спустил флаг в Выборгском сражении с 1790 в составе Российского флота
«Финланд»:56п (17? — 1790) погиб в Выборгском сражении
«Принц Густав»:60п (17? − 1789) спустил флаг в Гогландском сражении с 1789 в составе Российского флота
«Риксен-Стёндер»:60п (17? — 1790) погиб в Красногорском сражении
«Карл-14 Юхан» Построен 184?, в 1855-56 перестроен паровой, слом в 1867. 68 пушек, 2600 т